# Бочоришвили, Кетеван Гавриловна
Кетева́н Гаври́ловна Бочоришви́ли (род. 18 июня 1919 года (по другим данным — 6 июля 1919 года), Алавири, Южная Осетия) — грузинская советская актриса театра и кино. В 1954 году получила звание заслуженной артистки Грузинской ССР.

## Биография
Кетеван Гавриловна Бочоришвили родилась 18 июня 1919 года (по данным Грузинского биографического словаря — 6 июля 1919 года) в деревне Алавири (Южная Осетия).
- 1937 год — окончание Тбилисского художественного училища;
  - После продолжила учёбу в Академии художеств.
- Работала в театрах Телави (1941-1942, 1946-1948) и Озургети (1943-1946).
- С 1949 года — одна из ведущих артисток Горийского государственного драматического театра им. Георгия Эристави.
- 1954 год — получила звание заслуженной артистки Грузинской ССР.
- В 1964 году, в возрасте 45 лет, начала кинокарьеру; всего снялась в 13-ти фильмах.

## Фильмография
| Год  |     | Название                              | Роль                                               |
| ---- | --- | ------------------------------------- | -------------------------------------------------- |
| 1964 | ф   | Отец солдата                          | Мария, жена Георгия Махарашвили,                   |
| 1969 | ф   | Бабушки и внучата                     | бабушка Даро (главная роль; дублирует Н. Никитина) |
| 1971 | ф   | Тепло твоих рук                       | Имя персонажа не указано                           |
| 1974 | ф   | Они будут счастливы                   | Имя персонажа не указано                           |
| 1976 | ф   | Настоящий тбилисец и другие           | Имя персонажа не указано                           |
| 1976 | кор | Дети                                  | Имя персонажа не указано                           |
| 1977 | ф   | Возвращение                           | мать (главная роль; дублирует Н. Зорская)          |
| 1978 | ф   | Несколько интервью по личным вопросам | Кето                                               |
| 1980 | ф   | Только остров не возьмёшь с собой     | Мадина (главная роль)                              |
| 1982 | кор | Кузнец                                | жена кузнеца                                       |
| 1984 | ф   | Нет худа без добра                    | эпизод                                             |
| 1989 | ф   | Память                                | Имя персонажа не указано                           |
| 1992 | ф   | Солнце неспящих                       | медсестра (нет в титрах)                           |

## Личная жизнь
- Муж: театральный режиссёр Георгий Росеба;
  - Дочь: Лали Росеба, художница, драматург.